# Puente de los Peligros
El puente de los Peligros o puente Viejo es un puente de piedra en arco sobre el río Segura, finalizado en 1742 y situado en la ciudad de Murcia (Región de Murcia, España).
Es el más antiguo de los que hoy se conservan en la ciudad, de lo que se deriva el nombre de puente Viejo, en contraposición al Puente Nuevo o de Hierro construido en 1903. La denominación popular de puente de los Peligros se debe a la presencia a su lado de una hornacina que guarda la imagen de una virgen denominada de los Peligros, de profunda veneración en la ciudad.

## Historia

### La destrucción del puente anterior. El nuevo proyecto
El 26 de septiembre de 1701, una riada del Segura destruyó el puente anterior (construido en el siglo XV) que unía la ciudad con la margen derecha del río y que servía de comienzo al camino real de Cartagena. 
Tras muchos retrasos debido al contexto de guerra reinante (la Guerra de Sucesión), en 1717 se dio la orden de iniciar las obras de un puente nuevo tras ser nombrado regidor de la ciudad D. Luis Salas y Sandoval. En ese mismo año, Toribio Martínez de la Vega presentó el memorial sobre los materiales a utilizar, constituyéndose también una Junta de Obras para hacer frente a la construcción. A finales de abril de 1717 se echó desde la cuenca alta del Segura la madera que había de servir para hacer las ataguías y el andamio de las obras, tardando 6 meses en llegar a la ciudad. El 10 de septiembre de 1718 fue colocada solemnemente la primera piedra.
Durante los 17 años que transcurrieron entre la destrucción del puente anterior y el inicio de las obras del nuevo, se utilizó como método para cruzar el Segura un puente de barcas, que siguió haciendo su función durante el largo proceso constructivo.

### El largo proceso constructivo (1718-1742)

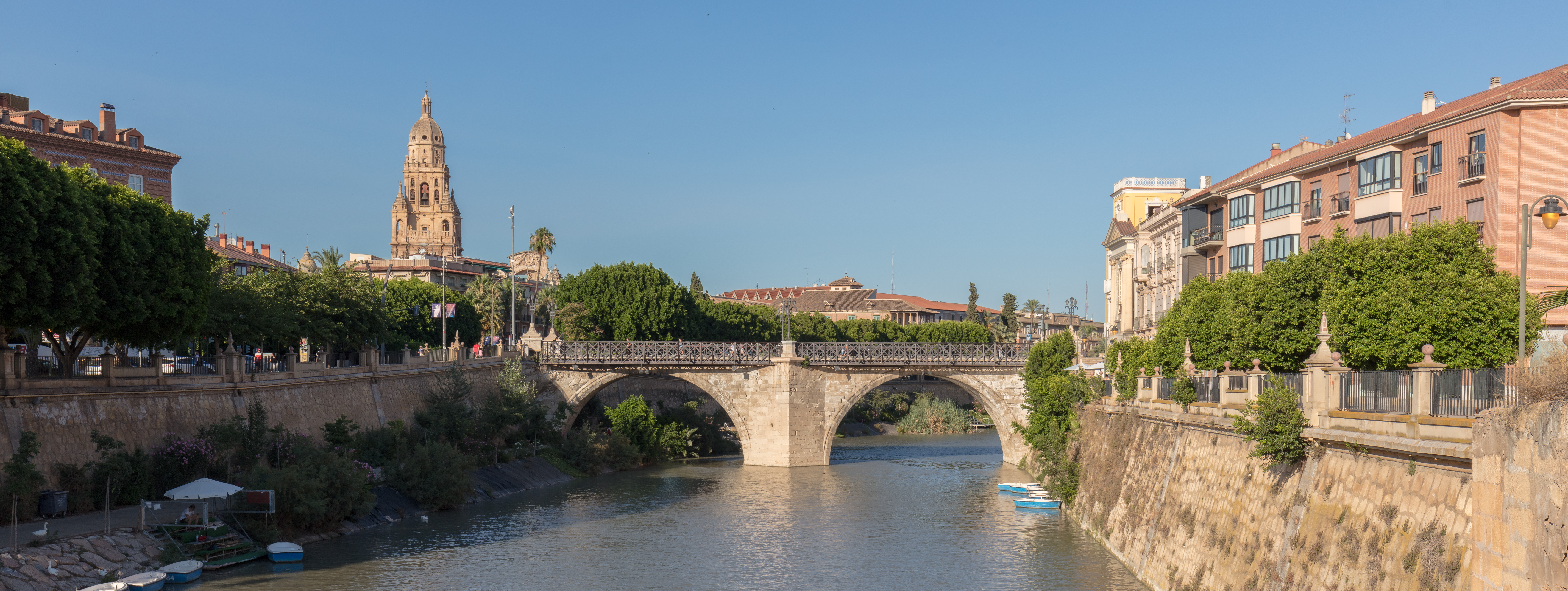
Puente Viejo o de los Peligros visto desde aguas arriba.

Al poco tiempo de iniciarse las obras tuvieron que ser detenidas ante la petición de Felipe V al concejo de Murcia de 14.000 doblones para la construcción del Palacio de la Granja. 
Toribio Martínez de la Vega estuvo al frente de la obra hasta 1733, consiguiendo en ese tiempo (tras múltiples inconvenientes) sacar del río el pilar central y los estribos. 
Tras los pequeños avances que se realizaron durante la dirección de Jerónimo Gómez de la Haya, se hizo cargo de la misma Jaime Bort en 1739, que se encontró con gran parte de los obstáculos salvados por lo que siguió trabajando según los planos de Martínez de la Vega. Sin embargo, Bort ensanchó aún más las entradas al puente, sobre todo en la margen derecha; Martínez de la Vega había hecho lo propio en la margen izquierda al derribar una parte de la puerta del Puente de la muralla de la ciudad. Bort también añadió dos bóvedas cónicas en el extremo norte del puente y diseñó un remate más artístico y decorativo para los tajamares.
La construcción de los arcos se concluyó el 15 de agosto de 1740, terminándose las obras en la parte superior en 1742. Sobre los tajamares se instalaron estatuas de San Miguel y San Rafael, obra de Joaquín Laguna. El 12 de septiembre de 1742 se colocó sobre el puente la imagen de Nuestra Señora de los Peligros, edificándose posteriormente el templete neoclásico en la margen derecha que da el nombre al monumento.

### Reformas posteriores
En 1850, el puente vivió una ampliación para ensanchar sus aceras a través de una estructura metálica unida a la sillería. Esto supuso la desaparición de los elementos decorativos de los tajamares anteriormente citados. Siendo insuficiente esta primera ampliación, en 1867 se agrandó todavía más la estructura metálica superior, quedando la imagen del puente tal y como se puede contemplar en la actualidad.

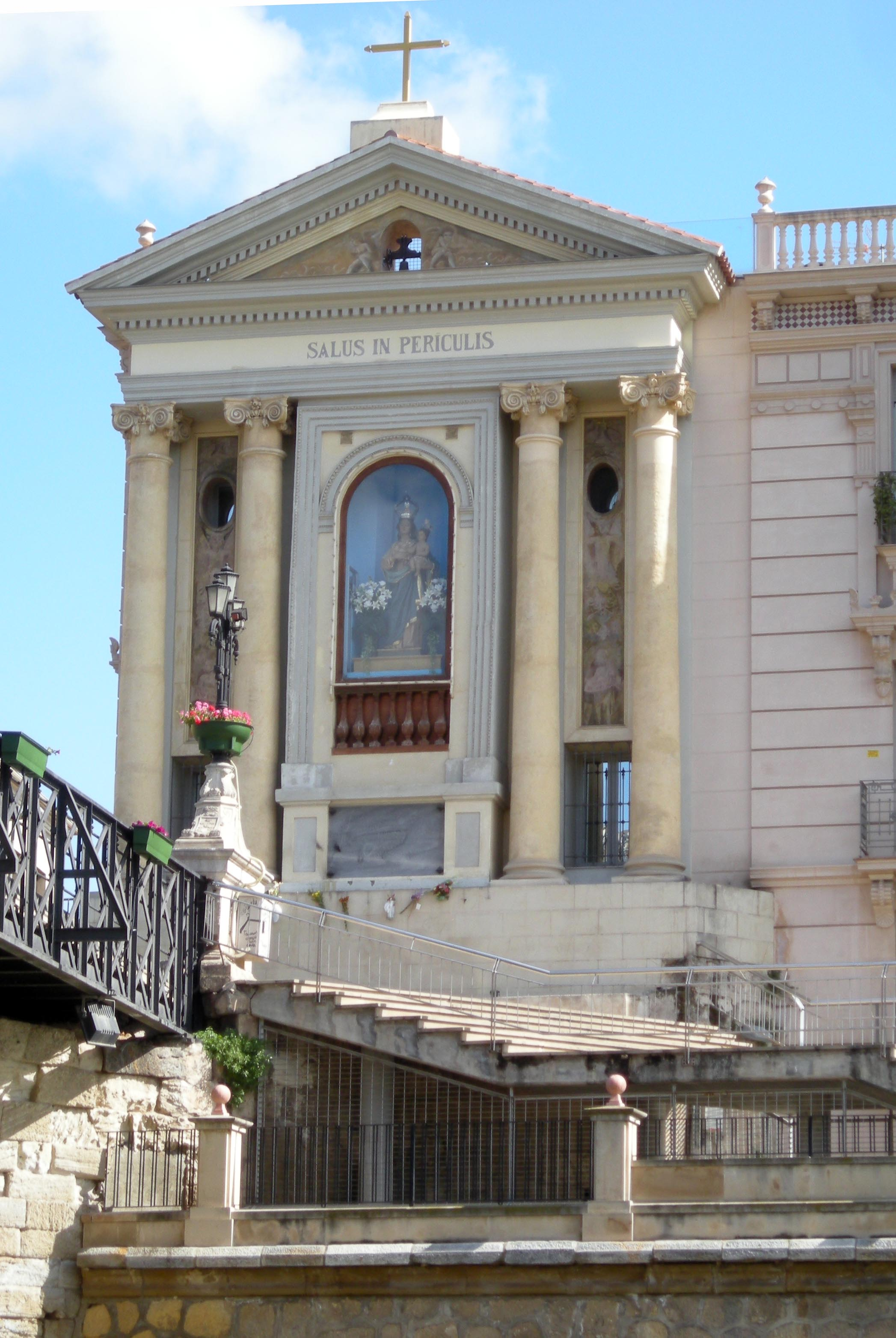
Templete neoclásico de la Virgen de los Peligros.

El proyecto del Puente Viejo resultó todo un éxito ya que se convirtió en el primer puente de la historia de Murcia que aguantó sin problemas las periódicas inundaciones del río Segura, incluyendo la gran riada de Santa Teresa de 1879.

## El Templete de la Virgen de los Peligros
El autor de esta popular construcción neoclásica situada en el lado sur del puente, en la orilla del Barrio del Carmen, y que guarda la imagen de la Virgen de los Peligros es Carlos Cayetano Ballester (1769-1839), que sucedió como profesor de arquitectura de la Real Sociedad Económica de Amigos del País de Murcia al también arquitecto Lorenzo Alonso.
Los murcianos conservan gran devoción por esta imagen mariana, persignándose cada vez que cruzan el puente. 
Tanto el puente como la Virgen de los Peligros aparecen nombrados en la popular zarzuela La alegría de la huerta (1900) de Federico Chueca, más concretamente en el pasaje Jota y Final.

## Galería

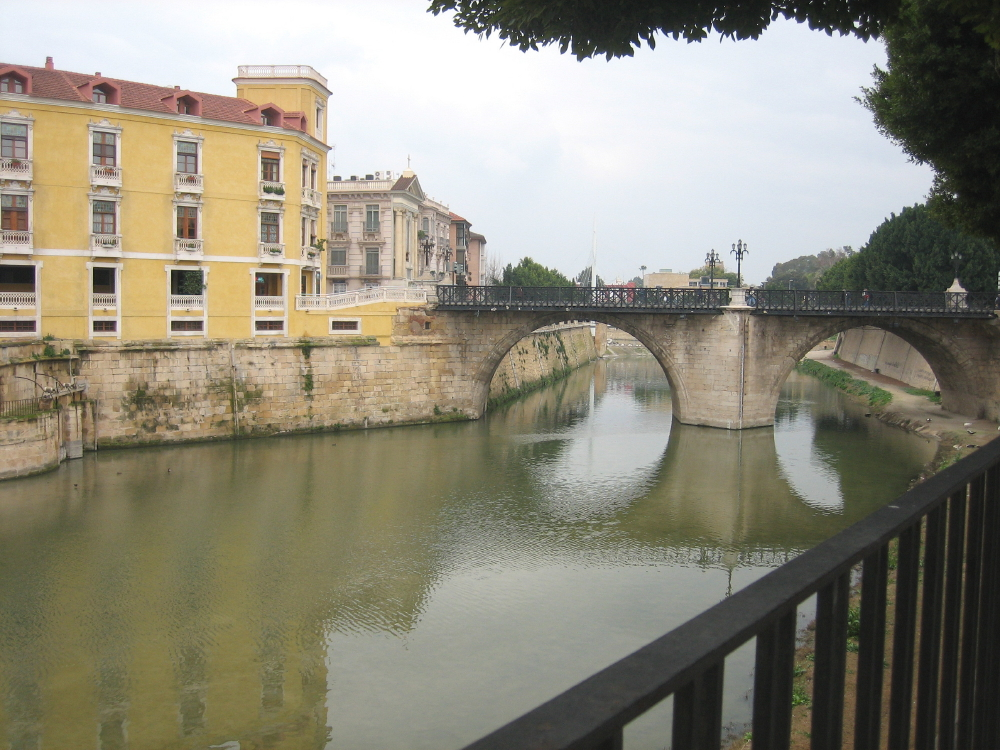
Puente de los Peligros desde aguas abajo.
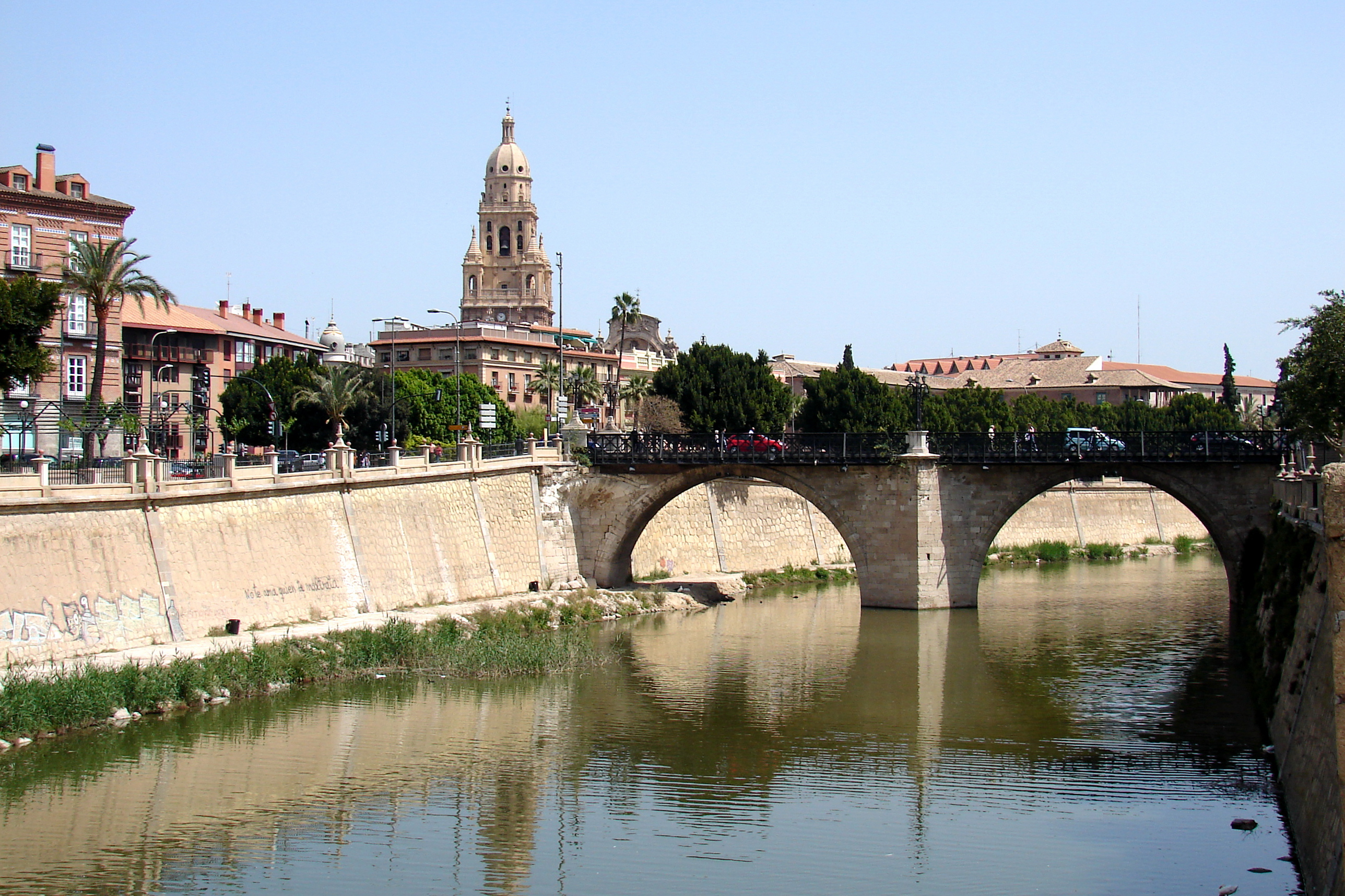
Puente de los Peligros desde aguas arriba con la torre de la Catedral al fondo.
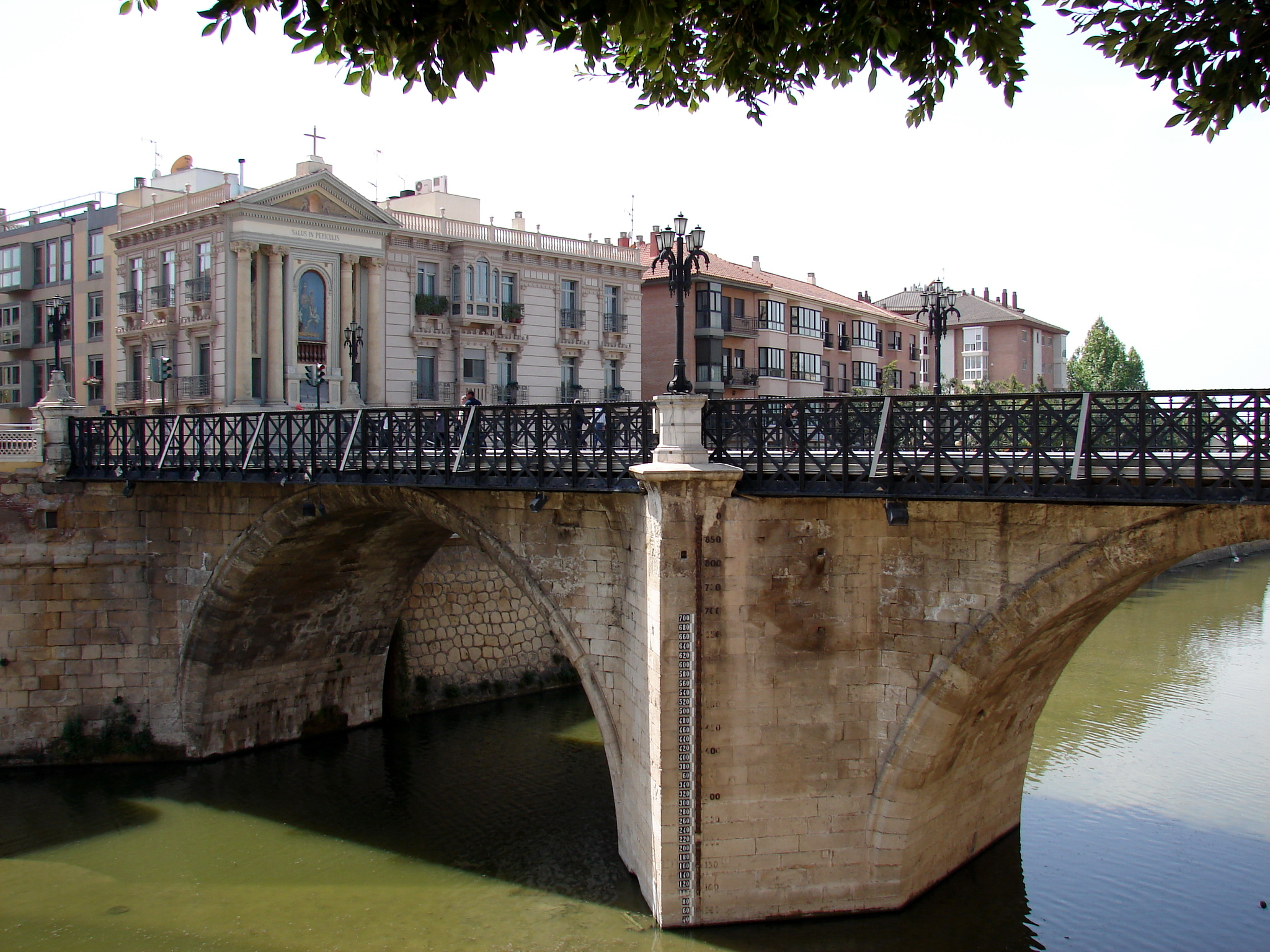
Puente con el templete de la Virgen de los Peligros.
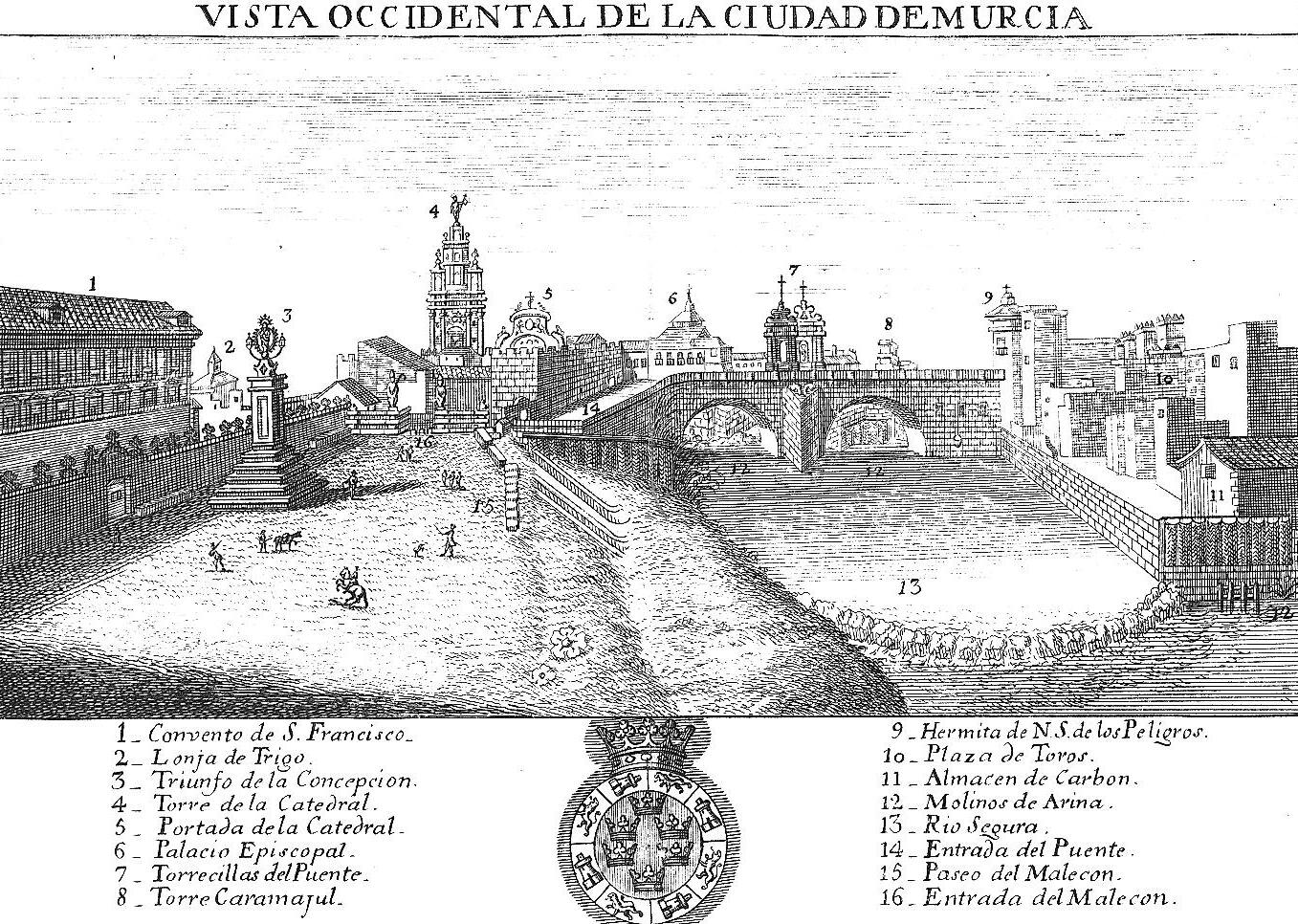
Vista de la ciudad de Murcia en 1778, donde se aprecia el puente antes de ampliarse la parte superior en 1850.
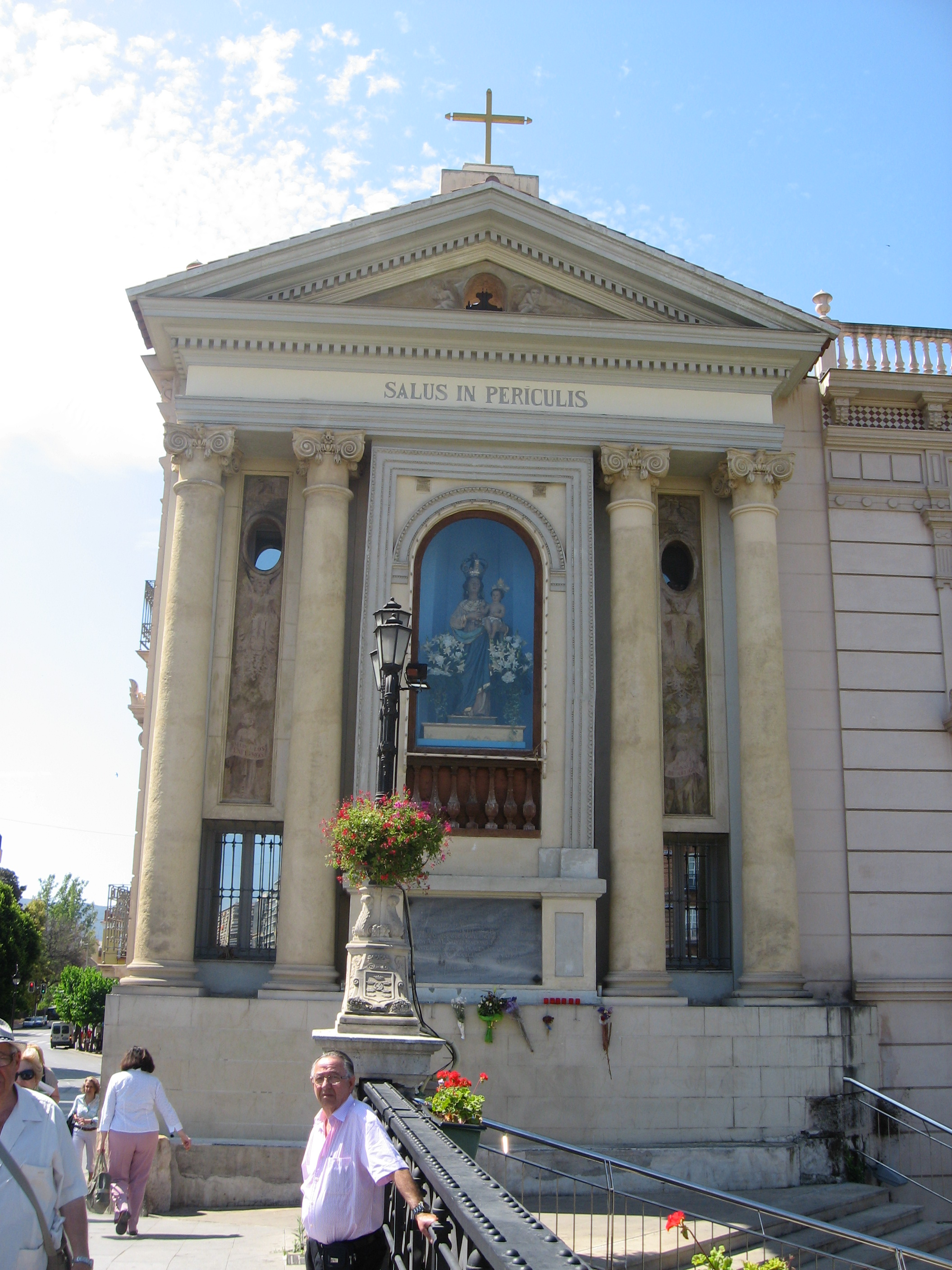
Hornacina de la Virgen de los Peligros.
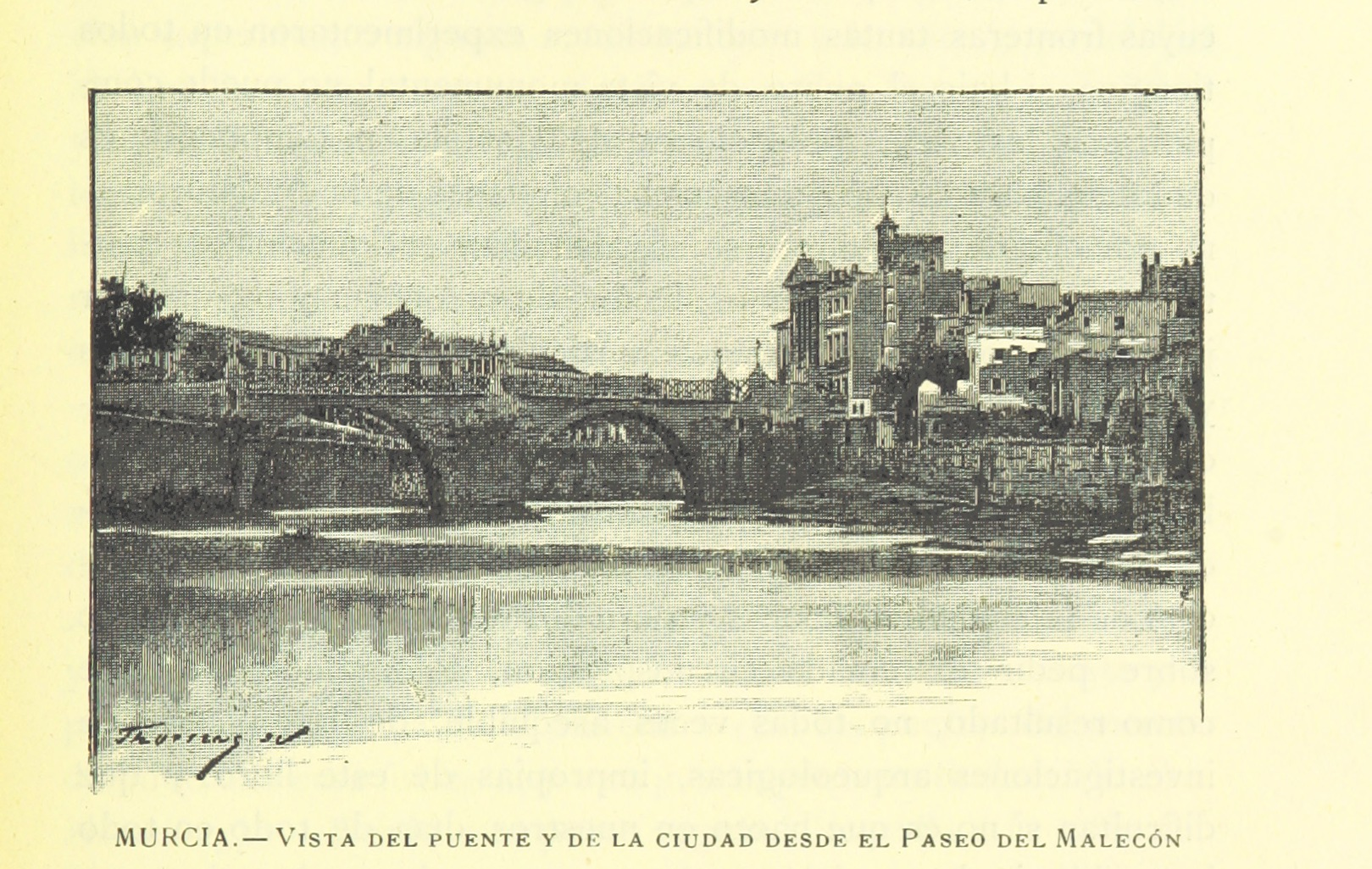
El Puente Viejo de Murcia visto desde el Paseo del Malecón. Siglo XIX.